# Эквадорский конституционный референдум (1978)
Эквадорский конституционный референдум прошёл 15 января 1978 года. Избирателей спрашивали, хотят ли они введения новой Конституции или изменённую версию существующей Конституции. Первое предложение было одобрено 57 % голосов, хотя около четверти бюллетеней были недействительными во многих случаях как протест на отсутствие вопроса о восстановлении прежней Конституции 1945 года.

## Предвыборная обстановка
После военного переворота 1972 года в 1976 году военное правительство сформировало три комиссии для оказания помощи к возвращению гражданского правления. Первая группа должна была разработать новую конституцию, вторая — внести поправки в конституцию 1945 года, а третья — разработать законы о политических партиях, местных выборах и референдумах.
Кампанию в пользу новой конституции возглавила «Народно-демократическая коалиция», куда вошли Партия народной демократии, Демократические левые, Объединение народных сил, Либеральная партия, Консервативная партия, Народно-демократический союз и ряд крайне левых организаций.
Блок, возглавляемый Национальной федерацией веласкистов и Революционной националистической партией, провел интенсивную кампанию, призывая воздержаться при голосовании или отменить его. Этот блок хотел, чтобы военное правительство передало власть временному президенту, который созвал бы Учредительное собрание, которое назначило бы выборы. Деловой сектор во главе с Леоном Фебресом Кордеро выступал за воздержание, но не предлагал альтернативный план плану вооруженных сил.
В последний раз выборы в стране проводились в 1970 году (избранные тогда депутаты никогда не вступили в должность), поэтому многие эквадорцы приходили голосовать впервые в своей жизни.

## Результаты
| Выбор                               | Голоса    | %     |
| ----------------------------------- | --------- | ----- |
| Новая Конституция                   | 778 611   | 57,20 |
| Реформированная Конституция         | 582 556   | 42,80 |
| Недействительных/пустых бюллетеней  | 450 473   | -     |
| Всего                               | 1 811 640 | 100   |
| Зарегистрированных избирателей/Явка | 2 088 874 | 86,73 |
| Источник: Direct Democracy          |           |       |

## Последствия
Правящая военная хунта постановила, что новая конституция вступит в силу в день вступления в должность нового президента страны.